# انقلاب 1979 في غينيا الاستوائية
وقع انقلاب غينيا الاستوائية 1979 في 3 أغسطس 1979، حيث قام تيودورو أوبيانغ بالإطاحة بحكم فرانسيسكو ماسياس نغيما. استمر القتال بين المُوالين والانقلابيين حتى تم القبض على ماسياس نغيما أثناء فراره إلى الكاميرون في 18 أغسطس. وحكم عليه بالإعدام لارتكابه جريمة الإبادة الجماعية ضد شعب بوبي وجرائم أخرى. أُعدم ماسياس نغويما رمياً بالرصاص في 29 سبتمبر 1979. وظل تيودورو رئيساً منذ ذلك الحين.

## خلفية
بعد أن منحت إسبانيا الفرانكوية الاستقلال لغينيا الاستوائية سنة 1968، تولّى ماسياس نغيما السلطة بعد صراع بينه وبين أتاناسيو ندونغو مييون. حاول ندونغو الانقلاب في العام التالي؛ لكن تم القبض عليه وإعدامه، وأدى رد الفعل العنيف على التورط الإسباني المفترض في الانقلاب إلى نزوح جماعي للسكان الأصليين الإسبان من البلاد. عزز ماسياس لاحقًا السلطة السياسية الوطنية، جاعلًا نفسه ديكتاتورًا شموليًا للبلاد. تميز عهد ماسياس كديكتاتور باستخدامه المكثف لعنف الدولة ضد خصومه السياسيين والعمال المهاجرين النيجيريين والأقليات العرقية، ولا سيما شعب بوبي. قُتل ما بين 35.000 و50.000 شخص خلال فترة ماسياس في السلطة، وكثير منهم ماتوا في عمليات قتل جماعي أو سجن في معسكرات الاعتقال سيئة السمعة في البلاد (مثل سجن الشاطئ الأسود). وبحلول عام 1979، كان يعيش حوالي 25٪ من سكان البلاد في المنفى.

## تفاصيل الانقلاب
في صيف عام 1979، أمر ماسياس بقتل العديد من أفراد عائلته. أدى ذلك إلى خوف أوبيانغ والعديد من الأعضاء الآخرين من الدائرة الداخلية لماسياس من أن ماسياس لم يعد يتصرف بعقلانية. كان أوبيانغ ابن شقيق ماسياس، وكذلك شقيق أحد الضحايا.
أوبيانغ، الذي شغل أيضًا منصب نائب وزير الدفاع، أطاح بعمه في 3 أغسطس 1979. وكان الانقلاب مدعومًا من قبل الجيش الوطني وحرس قصر ماسياس الكوبي. كانت العديد من السفارات الأجنبية، بما في ذلك سفارات إسبانيا والولايات المتحدة، على علم بالمؤامرة مقدمًا وقدمت مساعدات إنسانية مالية في أعقابها. عند الإطاحة به، فرّ ماسياس وحارسه الشخصي إلى قرية نزينج أيونج التي يسكنها ماسياس وأقاموا في مخبأ محصن يحميه الموالون العسكريون. أدى الصراع الذي أعقب ذلك بين قوات أوبيانغ وماسياس إلى مقتل 400 شخص؛ انتهى عندما أحرق ماسياس خزنته الشخصية وهرب باتجاه حدود الكاميرون. استطاعت قوة بقيادة القائد البحري فلورنسيو مايي الإمساك بماسياس في 18 أغسطس، وتم إعدامه هو وستة من حلفائه في 29 سبتمبر. ظل أوبيانغ رئيسًا لغينيا الاستوائية منذ الانقلاب.